# Dorozsmai vasúti baleset
A dorozsmai vasúti katasztrófa a 20. század elejének egyik jelentős magyarországi vasúti balesete. 1907. április 12-én az Orsováról Budapestre tartó vonat kocsijai Szeged északi határában, Dorozsmán egy kitérőn áthaladva kisiklottak. A négy halálos áldozattal járó baleset okát a szakemberek nem tudták megnyugtatóan tisztázni.

## A baleset
A MÁV 703-as számú Orsováról Temesvár–Szeged útirányon át Budapestre tartó gyorsvonata a reggeli órákban menetrend szerint futott be a szegedi Nagyállomásra. Ezen a reggelen a megszokottnál többen akartak Budapest felé utazni, ezért Szegeden további három személykocsit csatoltak a vonat végéhez. A gyorsvonat menetrend szerint 9.50-kor indult útnak a főváros felé.
10 óra után néhány perccel érkezett a vonat Dorozsma (ma Kiskundorozsma) állomáshoz. Az állomás végponti kitérőjéhez érkezve a mozdonyvezető az előírásoknak megfelelően valamelyest lelassította a vonatot. A mozdony és az utánacsatolt posta- és poggyászkocsi rendben áthaladt a váltón. A vonatba negyedikként besorozott hálókocsi azonban kitérő irányba haladt, és nagy sebességgel az ott álló salakos kocsikba csapódott. A becsapódás pillanatában a harmadiknak besorozott postakocsi szétszakadt, rakománya szétszóródott a síneken. A hálókocsi után csatolt vagonok a vágányokat föltépve lefordultak a pályáról, és egymásba torlódtak.

## A mentés
A szerencsétlenül járt vonat mentését az állomásszemélyzet azonnal megkezdte. Hamarosan a közeli Szegedről mentőkocsik érkeztek, a roncsok közül 30 sérültet és négy holttestet emeltek ki. Palonsku gróf román főrendet és feleségét, valamint Buner Adolf és Bolszin Demeter medikust életveszélyes sérülésekkel emelték ki a roncsok közül. Egy helybéli ismert ember felesége, Jerney Zoltánné is súlyos arccsont sérülést szenvedett. Kevésbé súlyos sérülés árán menekültek: egy olasz színtársulat négy tagja, Oltieánu román huszárkapitány felesége, Bai Solyo craiovai kereskedő. Lord Nourrey, aki Romániából Londonba utazott és Mousson zürichi mérnök könnyű horzsolást szenvedett. A pálya helyreállítását a szegedi műhelyből érkezett több száz munkás a déli órákban kezdte meg. Egy ideiglenes pályaszakasz kiépítésével lehetővé tették a szerencsétlenség helyszínének megkerülését. Az eredeti pályán a forgalmat csak másnap reggel tudták újraindítani.

## A vizsgálat
A baleset nagyságrendjére tekintettel a MÁV elrendelte a szerencsétlenség körülményeinek vizsgálatát. Az ügybe bekapcsolódó ügyészséggel együtt a vizsgálat fókusza hamarosan a dorozsmai váltóőr vallomására irányult, aki közvetlen közelről látta a balesetet. Elmondta, hogy a vonat első kocsijai gond nélkül áthaladtak a kitérőn, ám a postakocsi áthaladásakor azt észlelte, hogy a váltó vasrúdja kitérőirányba átzökken. A váltóőr a katasztrófa bekövetkezését már nem tudta megakadályozni.
Az összeroncsolódott vonat kocsijait néhány nap múlva a MÁV budapesti főműhelyébe szállították. Az ott lefolytatott vizsgálat nem tudott teljes értékű magyarázatot adni a baleset okára. A kitérő átzökkenésére a bizottság egyetlen lehetséges magyarázatot tudott adni: a hálókocsi első forgóvázáról egy elszakadt lánc lógott a sínekre, amely lánc beleakadt a váltószerkezetbe, és kitérő irányba állította, így okozván az utána következő vonatrész tragédiáját.